# Дван, Том
Том «durrrr» Дван (англ. Tom Dwan; 30 июля 1986, Эдисон, Нью-Джерси, США) — профессиональный игрок в покер, который известен благодаря своим выигрышам в Онлайн-покере под никнеймом «durrrr» и регулярными появлениями в телешоу High Stakes Poker и Poker After Dark. За 2008 год, выиграл на сайте Full Tilt Poker около 6 млн долл.
В мае 2023 года Дван выиграл крупнейший в истории телетрансляций покера банк — $3,1 млн — в стриме Hustler Casino Live. В живых турнирах его призовые превышают $6,97 млн.

## Карьера
Дван начал играть онлайн в 17 лет, впервые внеся $50 на Paradise Poker с помощью отца. Первое попадание в призы на живом турнире — 12-е место на этапе European Poker Tour в Лондоне (сентябрь 2005, £7 000). Самый заметный ранний успех в США — финальный стол и 4-е место на WPT World Poker Finals 2007 ($324 244).
В ноябре 2009 года Дван стал членом Team Full Tilt, а в декабре 2013 года стороны объявили о расставании по истечении контракта.
Том Дван регулярно играл в high-roll кэш-играх и участвовал в телепроектах High Stakes Poker, Poker After Dark и Million Dollar Cash Game. В мае 2023 года он установил рекорд крупнейшего банка в истории транслируемых кэш-игр ($3,1 млн) на Hustler Casino Live.
В 2024 году Дван стал амбассадором ACR Poker.
WSOP. По данным официального профиля, у Двана 5 финальных столов и 11 попаданий в призы на WSOP, в том числе первое в карьере попадание в деньги в Главном турнире — 593-е место в 2024 году.

## Вызов Тома Двана
Том «durrrr» Дван предложил пари: 1,5 млн против 0,5 млн долл. каждому, кто после 50 тыс. сыгранных с ним сдач останется в плюсе хотя бы на доллар.
На вызов Тома Двана ответили Фил Айви, Патрик Антониус и Дэвид Беньямин. Первым вызов durrrr’a принял Патрик Антониус.
На 3 августа 2010 года сыграно 39,436 раздач, и Том Дван лидирует с выигрышем $2,059,719.5

## Личная жизнь Тома Двана
В 2018 стало известно, что Том Дван женился. Его жену зовут Бьянка Россо (уже Бьянка Дван). Девушка - старшая сестра Камиллы и Ребекки Россо.